# Forino
Forino (Furìnë in dialetto irpino) è un comune italiano di 5 144 abitanti della provincia di Avellino in Campania.

## Geografia fisica
È situato a circa 11 km dal comune capoluogo, in una piana circondata da sette monti (Faliesi, Esca, Boschitello, Piana, Romola, San Nicola, Poggio Tirone - tutti di altezza inferiore ai 1000 metri - ). Forino è composto, oltre dal capoluogo, dalle frazioni Castello, Celzi e Petruro. Sul territorio vi sono numerosi boschi cedui, mentre la coltivazione più diffusa è quella del nocciolo.

## Storia
Ritrovamenti sporadici nel territorio danno una sua frequentazione già in epoca pre-romana. In seguito, il paese fece parte della colonia romana di Venera Livia Abellinatum, ed era caratterizzato dalla presenza di costruzioni riconducibili a ville romane. La zona fu interessata dal passaggio del grande acquedotto romano detto Claudio "Fontis Augustei Acquaeductus". Qui l'acquedotto si sviluppò in galleria; la sua costruzione dovette durare parecchi anni. Questo diede luogo ad insediamenti stabili nella conca da parte di vari gruppi di schiavi e funzionari addetti alla direzione dei lavori, dando impulso alla formazione del "locus Forini". Oltretutto il ”censor” aveva concesso in quei luoghi il “nemus corilianum” (bosco coltivato a nocciole) per dare incremento all'agricoltura.
Come tutto il Meridione, anche Forino fu interessato dall'attraversamento dei vari popoli invasori. I segni più evidenti del loro passaggio furono lasciati dai Bizantini, con il culto del loro protettore San Nicola, vescovo di Mira, e ancora oggi protettore del paese, e dai Longobardi, sotto i quali Forino conobbe il maggiore sviluppo. Nel 663 a Forino («ad locum cui Forinus nomen est») fu combattuta una grande battaglia tra i Bizantini guidati da Saburro e le truppe longobarde del duca di Benevento Romualdo, risoltasi con la vittoria di queste ultime.
Intorno all'anno 1000 una guarnigione militare composta da guerriglieri normanni giunsero nel territorio di Salerno e le truppe con a capo Guglielmo il Normanno si impadronirono di Forino. In seguito, il feudo di Forino fu di proprietà dei Francisio, degli Hobemburg, dei Monfort. Gli Orsini, venuti in possesso del feudo per maritaggio, lasciarono segni importanti del loro passaggio nel territorio. Fu in questo periodo che si svilupparono maggiormente i casali in pianura, soprattutto il Corpo di Forino, costruito intorno al Palazzo Feudale. Un altro importante segno del loro possesso del feudo si ritrova nel gonfalone comunale, identico a quello di altri comuni che hanno avuto questa famiglia alla loro conduzione. Dopo gli Orsini, feudatari furono i Cicinello e i Cecere finché, nel 1604, il feudo fu acquistato dai Caracciolo, che ne tennero il dominio sino alla cessazione della feudalità. In quell'anno la Regia autorità elevò a titolo di principato la terra di Forino e Ottavio Caracciolo a primo principe di Forino.
Durante gli anni della seconda guerra mondiale tra il 1940 e il 1943, Forino fu uno dei comuni della Campania destinati dalle autorità fasciste ad accogliere profughi ebrei in internamento civile. I 10 internati, provenienti in maggioranza dalla Polonia e dalla Germania, furono liberati con l'arrivo dell'esercito alleato nel settembre 1943, ad eccezione di uni di essi deceduto nel frattempo a Forino per cause naturali. Alcuni profughi furono in grado di emigrare negli Stati Uniti già nel luglio 1944, altri rimasero in zona fino alla fine della guerra.

### Simboli
Lo stemma e il gonfalone del comune di Forino sono stati concessi con decreto del presidente della Repubblica del 2017.
Il gonfalone è un drappo di bianco con la bordatura di azzurro.

## Monumenti e luoghi d'interesse

### Architetture religiose
- Chiesa di Santa Maria de Castro
- Chiesa di San Biagio
- Chiesa di Santo Stefano
- Santuario di San Nicola di Bari
- Chiesa del SS.mo Rosario
- Chiesa di San Giacomo a Castello
- Chiesa di San Felicissimo
- Chiesa di Santa Maria della Misericordia
- Cappella di Santa Maria della Misericordia

## Società

### Evoluzione demografica
Abitanti censiti

### Lingue e dialetti
Accanto alla lingua italiana, nel territorio di Forino si parla il dialetto irpino.

## Amministrazione

### Sindaci
| Periodo      | Periodo      | Primo cittadino     | Partito                          | Carica                    | Note |
| ------------ | ------------ | ------------------- | -------------------------------- | ------------------------- | ---- |
| 1995         | 1999         | Alfonso Lanzetta    | centrosinistra                   | Sindaco                   |      |
| 1999         | 2004         | Alfonso Lanzetta    | lista civica                     | Sindaco                   |      |
| 2004         | 2009         | Pasquale Nunziata   | lista civica                     | Sindaco                   |      |
| 2009         | 2014         | Luigi De Cristofano | centrosinistra                   | Sindaco                   |      |
| 2014         | 2017         | Pasquale Nunziata   | lista civica                     | Sindaco                   |      |
| 2017         | 2018         | Silvana D'Agostino  |                                  | Commissario straordinario |      |
| 2018         | maggio 2021  | Antonio Olivieri    | lista civica Forino in movimento | Sindaco                   |      |
| maggio 2021  | ottobre 2021 | Rosanna Gamerra     |                                  | Commissario straordinario |      |
| ottobre 2021 | in carica    | Antonio Olivieri    | lista civica Per Forino sempre   | Sindaco                   |      |